# Харисон (Мичиген)
Харисон (Мичиген) (енгл. Harrison) град је у америчкој савезној држави Мичиген. По попису становништва из 2010. у њему је живело 2.114 становника.

## Демографија
Према попису становништва из 2010. у граду је живело 2.114 становника, што је 6 (0,3%) становника више него 2000. године.
| Група             | 2000.         | 2010.         |
| Белци             | 1.979 (93,9%) | 1.943 (91,9%) |
| Афроамериканци    | 43 (2,0%)     | 36 (1,7%)     |
| Азијати           | 15 (0,7%)     | 11 (0,5%)     |
| Хиспаноамериканци | 31 (1,5%)     | 53 (2,5%)     |
| Укупно            | 2.108         | 2.114         |